# Абелишвили, Леван Григорьевич
Леван Григорьевич Абелишвили (3 апреля 1909, Тифлис, Российская Империя — 16 марта 1974, Тбилиси, ГССР, СССР) — советский учёный в области электротехники.
Доктор технических наук (1955), профессор (1956), член-корреспондент академии наук Грузинской ССР (1961), заслуженный деятель науки и техники Грузинской ССР (1967), член главной редакционной коллегии Грузинской Советской Энциклопедии.

## Биография
Родился 3/16 апреля 1909 года в дворянской семье в Тифлисе. Отец — Григорий Леванович Абелишвили был начальником Закавказской железной дороги. Мать — Антонина Абелишвили стала первой грузинской киноактрисой снявшись в 1916 году в главной роли в фильме «Кристинэ» режиссёра Александра Цуцунава.
В 1931 году окончил Закавказский энергетический институт.
Один из пионеров электрической тяги транспорта в Грузии и в СССР. Его работы касаются эффективности электрической тяги, её расчёта, теории систем подвижных составов и электроснабжения, а также исследования вынужденных режимов среднего падения напряжения электрифицированных железных дорог методом эпюр при взаимодействии всех элементов, теплового расчёта и испытания тяговых электродвигателей, теории нагревания контактных проводников, расчёта инерционного веса длинных поездов и др.
Основатель кафедры «Электрический транспорт» в Грузинском техническом университете.
Награждён Орденом Ленина.